# Aion (Dead Can Dance)
Aion è il quinto album in studio del gruppo musicale australiano Dead Can Dance, pubblicato l'11 giugno 1990 dalla 4AD.

## Descrizione
Si tratta del primo disco dopo la fine della relazione sentimentale tra Lisa Gerrard e Brendan Perry e tra i temi principali dell'album vi è proprio l'amore finito. Tra i dieci brani contenuti vi sono anche Saltarello e The Song of the Sibyl, versioni riarrangiate di due brani rispettivamente appartenenti alla tradizione popolare italiana e catalana.
La copertina del disco presenta un particolare dettaglio del Trittico del Giardino delle delizie del pittore olandese Hieronymus Bosch.

## Tracce
1. The Arrival and the Reunion – 1:39
2. Saltarello – 2:34
3. Mephisto – 0:54
4. The Song of the Sibyl – 3:45
5. Fortune Presents Gifts Not According to the Book – 6:03
6. As the Bell Rings the Maypole Spins – 5:16
7. The End of Words – 2:05
8. Black Sun – 4:56
9. Wilderness – 1:24
10. The Promised Womb – 3:23
11. The Garden of Zephirus – 1:18
12. Radharc – 2:48

## Formazione
Gruppo
- Brendan Perry – strumentazione, voce
- Lisa Gerrard – strumentazione, voce

Altri musicisti
- David Navarro Sust – voce (tracce 1 e 7)
- John Bonnar – co-arrangiamento (tracce 2 e 5), tastiera (traccia 5)
- Robert Perry – cornamusa (traccia 6)
- Andrew Robinson – violino basso (traccia 10)
- Lucy Robinson – violino tenore (traccia 10)
- Anne Robinson – violino basso (traccia 10)
- Honor Carmody – violino tenore (traccia 10)

Produzione
- Dead Can Dance – produzione